# 1432 км
1432 км (баш. 1432 км) — железнодорожная будка (населённый пункт) в Малиновском сельсовете Белебеевского района, вошедшее в 2005 году в состав деревни Кум-Косяк.
Почтовый индекс — 452020, код ОКАТО — 80209819008. Идентификатор по базе КЛАДР: 0200900001451.
Остановочный пункт 1432 км (платформа) возле Аксаково.

## Географическое положение
Находится около 2,5 км от д. Кум-Косяк к северу.
Расстояние до:
- районного центра (Белебей): 26 км,
- центра сельсовета (Малиновка): 16 км,
- ближайшей ж/д станции (Приютово): 6 км.

## История
Закон «О внесении изменений в административно-территориальное устройство Республики Башкортостан в связи с образованием, объединением, упразднением и изменением статуса населённых пунктов, переносом административных центров» от 20 июля 2005 года № 211-з постановил:

ст. 2. Объединить следующие населённые пункты с сохранением наименований:
2) в Белебеевском районе:
б) поселение железнодорожная будка 1430 км, поселение железнодорожная будка 1432 км и посёлок Кум-Косяк Малиновского сельсовета, установив объединённому населённому пункту тип поселения — деревня, с сохранением наименования «Кум-Косяк»;

## Население
На 1 января 1969 года проживали 24 человека; преимущественно русские.